# 里見村 (千葉県)
里見村（さとみむら）は、かつて千葉県市原郡に存在し、昭和の大合併により廃止された村。現在の市原市南部（加茂地区）に所在していた。
村名は、1889年に村が発足した際、戦国時代に当地を治めた里見氏にちなんで選定されたものである。その名は、小湊鉄道里見駅などに名残りをとどめている。

## 地理
市原郡（郡域はほぼ現在の市原市と重なる）の南部に位置した村である。村域の中央を流れる養老川に沿い、南北に細い平地がある。東西に長い村域を持ち、東西は3里、南北は2里足らず、面積は約18平方里。1916年時点で、北に高滝村・富山村・平三村、東に夷隅郡大多喜町、南に白鳥村、西に君津郡久留里町・馬来田村と接していた。
1916年（大正5年）に編纂された『千葉県市原郡誌』によれば、飯給（いたぶ）・徳氏（とくうじ）・平野（ひらの）・大戸（おおと）・月出（つきで）・万田野（まんだの）・柿木台（かきのきだい）・田淵（たぶち）の8区（いずれも町村制施行以前の旧村＝大字）からなっていた。これらの大字は、現在の市原市の大字として存続している。

## 歴史
里見村は、町村制施行に伴い、市原郡飯給村・徳氏村・平野村・大戸村・万田野村・田淵村・月出村・柿木台村が合併して発足した。町村制以前の各村（各大字）の詳細については、それぞれの項目を参照のこと。

### 前史
飯給には弘文天皇ゆかりの地とする伝承がある。月出の東漸寺は天平年間に行基が開いたとされる。田淵には戦国時代の里見氏の城があり、万田野には上総武田氏（真里谷氏）に関する伝承がある。この地域は市原郡の「高滝郷」に属すると認識されていた。

#### 明治初期の地方制度
明治初期、おちに里見村となる地域の地方制度は、以下のように変遷した（ただし『明治22年千葉県町村分合資料』と『千葉県市原郡誌』との間に大きな記述の齟齬がある）。
|                | 大区小区制     | 大区小区制      | 郡区町村編制法  | 郡区町村編制法  | 郡区町村編制法 |
| 1873年 明治6年 | 1876年 明治9年 | 1878年 明治11年 | 1878年 明治11年 | 1884年 明治17年 |                |
| -------------- | -------------- | --------------- | --------------- | --------------- | -------------- |
| 飯給村         | 第5大区第6小区 | 第5大区第14小区 | 市 原 郡        | あ              | A              |
| 徳氏村         | 第5大区第6小区 | 第5大区第14小区 | 市 原 郡        | あ              | A              |
| 柿木台村       | 第5大区第6小区 | 第5大区第14小区 | 市 原 郡        | あ              | A              |
| 月出村         | 第5大区第6小区 | 第5大区第14小区 | 市 原 郡        | あ              | A              |
| 田淵村 ※       | 第5大区第6小区 | 第5大区第14小区 | 市 原 郡        | あ              | A              |
| 大戸村         | 第5大区第6小区 | 第5大区第14小区 | 市 原 郡        | い              | A              |
| 平野村         | 第5大区第6小区 | 第5大区第14小区 | 市 原 郡        | い              | A              |
| 万田野村       | 第5大区第6小区 | 第5大区第14小区 | 市 原 郡        | い              | A              |

- ※：『千葉県市原郡誌』によれば、明治7年に川崎村、明治15年に日竹村をそれぞれ併合[10]。『明治22年千葉県町村分合資料』に川崎村の言及はなく、日竹村の併合は明治10年とある[11]。
- あ：『明治22年千葉県町村分合資料』によれば、飯給・徳氏・柿木台・日出・田淵村が連合[11]。『千葉県市原郡誌』によれば、飯給・徳氏・大戸・万田野・柿木台の5か村連合戸長役場を飯給村に設置[9]、田淵・日竹・月崎・月出の4か村連合戸長役場を田淵村に設置[9]。
- い：『明治22年千葉県町村分合資料』によれば、大戸・平野・万田野村が連合[11]。
- A：8か村で連合戸長役場を設置

### 村史
1889年（明治22年）の町村制施行に際して、飯給に連合戸長役場を置いていた8か村（飯給村、徳氏村、平野村、大戸村、万田野村、月出村、柿木台村、田淵村）が合併して「里見村」となった。『明治22年千葉県町村分合資料』によれば、発足に際して新たな村名を選定することとし、著名な里見義堯の所領であったことから名付けられた。町村制施行直前に編纂された『上総国町村誌』では、田淵村の琵琶首館跡を地域の旧跡として紹介している。琵琶首館は戦国時代、里見氏の内紛により里見梅王丸とその母が幽閉された場所である。
里見村の役場は、当初飯給に置かれ、その後徳氏に移転した。
1925年（大正14年）、小湊鉄道小湊鉄道線が五井駅 - 里見駅間で開通。翌1926年（大正15年）には里見駅から月崎駅まで延伸し、飯給駅が開業した。
1954年（昭和29年）、里見村は北隣の高滝村・富山村、南隣の白鳥村と合併、新たに加茂村が発足した。
なお、加茂村はその後市原市に編入されている。市原市役所加茂支所は、小湊鐡道里見駅近くの平野地区に置かれている。

### 町村制施行以後の行政区画変遷年表
- 1889年（明治22年）4月1日 - 町村制施行。飯給村・徳氏村・平野村・大戸村・万田野村・田淵村・月出村・柿木台村が合併し市原郡里見村が発足。
- 1954年（昭和29年）1月15日 - 里見村・高滝村・富山村・白鳥村が合併し、加茂村が発足。里見村は消滅。
- 1967年（昭和42年）10月1日 - 加茂村と南総町が市原市に編入。加茂村は消滅。

## 経済・産業
1916年（大正5年）に編纂された『千葉県市原郡誌』では、農業が大きく扱われている。林業は本村の発展上重要とされるものの、住民の関心が低く未発展の状態であるとされる。

## 交通

### 道路
1916年（大正5年）に編纂された『千葉県市原郡誌』によれば、古来交通不便な土地であったが、1895年（明治28年）以後枢要里道の開鑿計画が立てられ、村内を縦横に結ぶ道路が建設され、あるいは建設中であるという。すなわち、大多喜町紺屋町から白鳥村月崎に至る道路、富山村古敷谷から白鳥村月崎に至る道路、飯給から白鳥村月崎に至る道路、飯給から久留里町に至る道路が竣工しており、徳氏から白鳥村国本に至る道路が一部竣工、富山村古敷谷から西畑村中野に至る道路が工事中であるという。また、牛久・大久保間の枢要里道は1912年（明治45年）に県道に編入された。
なお、2021年9月現在、里見村の旧村域内を通過する千葉県道は以下である。
- 千葉県道81号市原天津小湊線
- 千葉県道160号加茂木更津線
- 千葉県道171号加茂長南線
- 千葉県道172号大多喜里見線
- 千葉県道173号南総月出線

### 鉄道

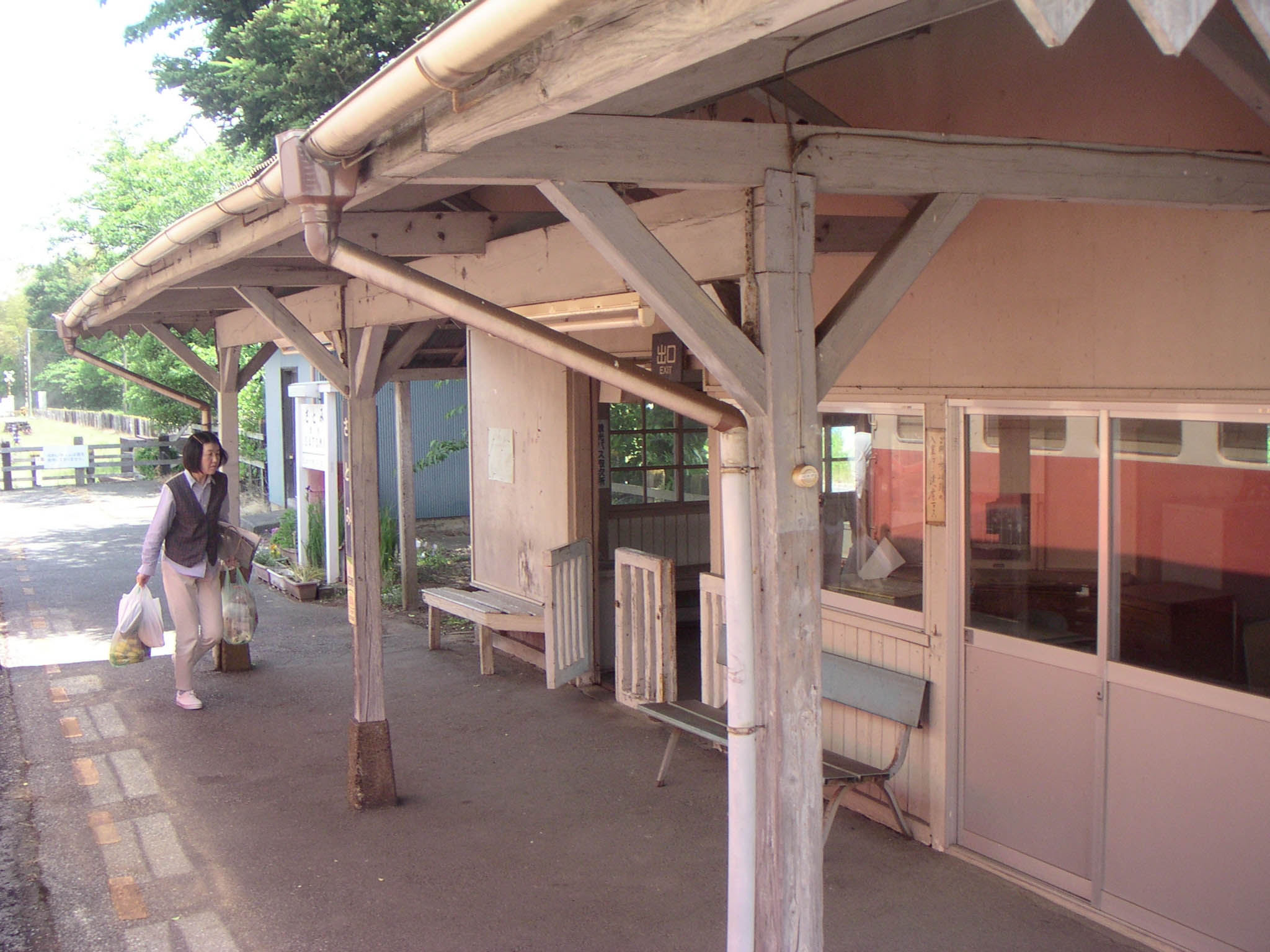
里見駅駅舎は開業当時の状態を良好に伝える（2005年撮影）。

1925年（大正14年）3月7日、小湊鉄道小湊鉄道線が五井駅 - 里見駅間で開通した。里見駅は里見村域北端の平野地区に所在する。翌1926年（大正15年）9月1日には里見駅から月崎駅まで延伸し、途中に飯給駅が開業した。
- 小湊鉄道
  - ■小湊鉄道線
    - 里見駅 - 飯給駅

## 教育

### 里見小学校・中学校

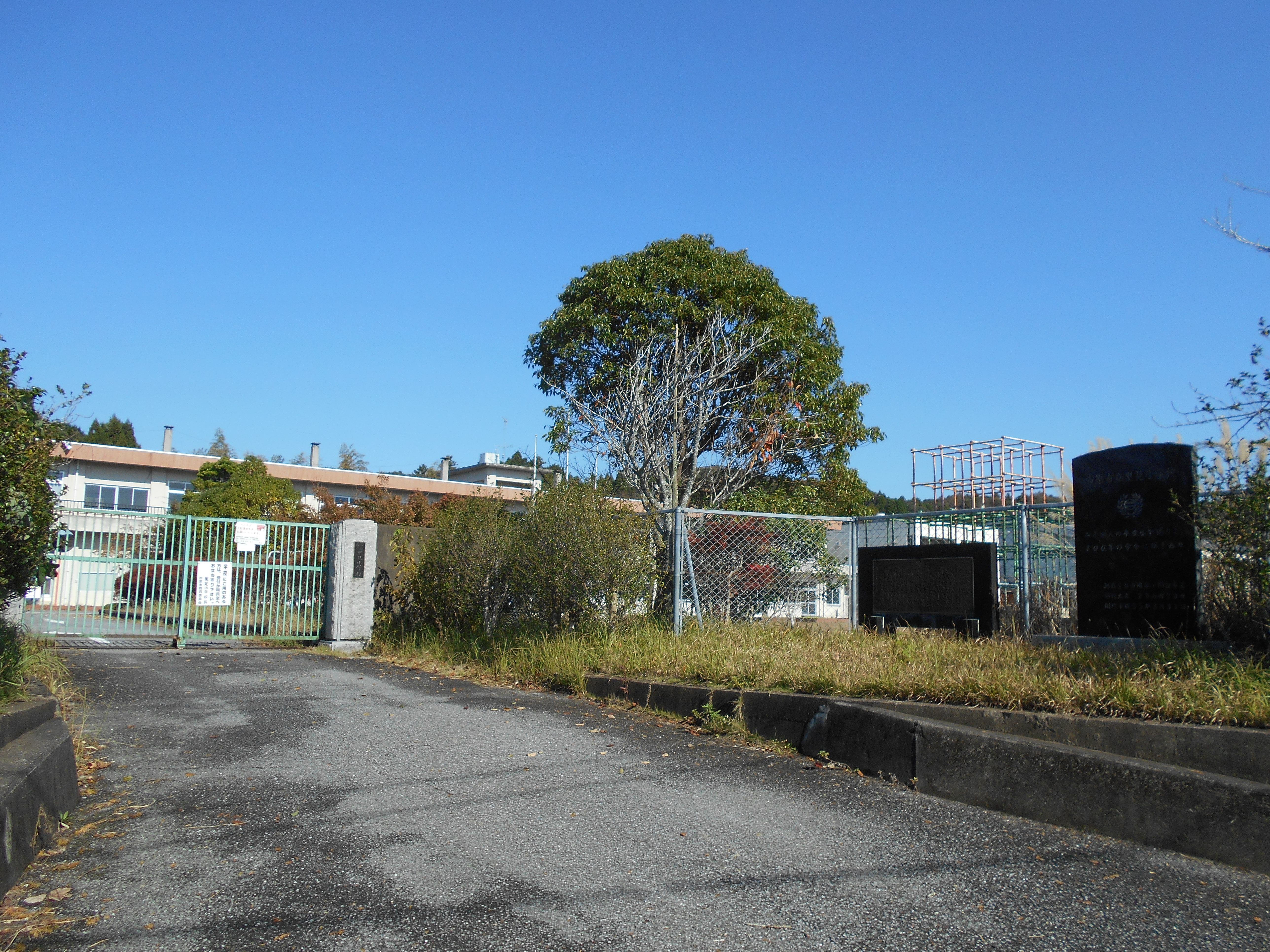
旧里見小学校（2017年撮影）。鉄筋校舎は「市原市立里見小学校」になってからの1969年（昭和44年）竣工。

徳氏地区には里見小学校があった。町村合併により里見村立から加茂町立・市原市立と移行し、2013年に加茂地区の4小学校とともに加茂小学校へ統合されるとともに、小中一貫教育校・加茂学園の一部となった。なお加茂学園（旧加茂中学校敷地）は旧里見村域の平野に位置しており、開校に際して列車通学の児童生徒のために里見駅の整備が行われている。
里見小学校は、1873年（明治6年）に創立された田淵尋常小学校（田淵区）と、1874年（明治7年）に創立された飯給尋常高等小学校（飯給区）とを合併し、1913年（大正2年）に徳氏区において新たに「里見尋常高等学校」として創立された。
第二次世界大戦後の学制改革により、新制中学校である里見中学校が設立されている。加茂村発足後の1965年（昭和40年）、村内にあった4中学校（高滝中、里見中、富山中、白鳥中）が統合されて加茂村立加茂中学校が創立されている。

### 月出小学校・中学校
村域島南端の月出地区には、月出小学校があった。1873年（明治6年）の創立で、里見村立から加茂町立・市原市立と移行したが、2007年（平成19年）に里見小学校に合併された。2021年現在は芸術拠点（アーツセンター）「月出工舎」として利用されている。
第二次世界大戦後、月出中学校が設立された。1967年（昭和42年）、里見中学校に2年遅れて加茂村立加茂中学校に統合されている。

### その他の学校
このほか、1901年（明治34年）に月出尋常小学校に月出農業補習学校（実業補習学校）を付設しているが、1908年（明治41年）に廃止している。

## 寺社
- 真高寺（飯給） - 曹洞宗[24]。
- 東漸寺（月出） - 天台宗[25]。